# 大韩民国临时政府杭州旧址纪念馆
大韩民国临时政府杭州旧址纪念馆位於中华人民共和国浙江省杭州市上城区湖濱街道长生路55号（旧时为湖边邨23号），1932－1934年间大韩民国临时政府曾在杭州多处地点活动，此处为1935年5月开始使用的一处地点。2017年，浙江省人民政府将长生路湖边邨23号、学士路思鑫坊41-42号、板桥路五福里2弄2号共同列入韩国独立运动（杭州）旧址省级文物保护单位。

## 历史
1932年4月29日，大韩民国临时政府策划的上海虹口公园爆炸案发生后，日本领事馆连同上海法租界搜捕临时政府官员，临时政府成员或离或散、元气大伤，金九为首的要员纷纷离开上海:95。5月10日，金澈逃往杭州，投宿清泰第二旅社，并在旅社32号室开设临时政府办公室。5月14日，金九逃出上海，投宿聚英旅社。5月15－16日，临时政府在清泰第二旅社召开国务会议。会议召开后数日，金九等人迁居嘉兴。爆炸案后中華民國方面提供了资金援助，金九听说金澈等人私吞國民革命軍第十九路軍捐赠的7000美元后十分气愤，5月29日派人去杭州临时政府处索要财款，在韩人中影响很大。临时政府为善后在6月上旬于嘉兴召开两次非常国务会议，决议通过韩国独立党理事会审理杭州办公处袭击事件。6月下旬，各方代表在杭州某小学举行四天会议详细调查该事情始末，表面上缓解了冲突，事后金九自动脱离政府、躲到嘉兴船娘朱宝爱船上深居简出，临时政府国务委员先后提出辞职，临时政府基本陷入瘫痪。
1933年3月6日，临时议政院会议召开，临时政府得以重组。12月30日，临时政府秘密召开临时议政院会议。根据日本情报部门的资料，日本当时推测会议可能在镇江、南京或者杭州举行，其中一则报告认为金澈等人潜伏于杭州长生路湖边邨23号，这也是有关韩国临时政府在湖边邨办公的最早记录。由于这一时期临时政府要员分散于杭州、上海、南京、镇江各地，杭州的此处办公地点一直没有挂牌，旅杭国务委员中金澈、宋秉祚、梁起鐸等人常驻湖边邨，赵素昂住广福街39号弄，议政院常任议员朴昌世寓学士路思鑫坊41号韓國獨立黨办公室。1934年7月15日，临时政府沪上机构被日本领事馆察觉，杭州警方要求韩方尽快转移。7月18日，临时政府召开紧急国务会议，决定暂停办公进行转移。7月31日，宋秉祚等人认为临时政府租处还差一月到期，因此决定推迟到8月再转移，请求杭州警方继续保护。9月15日，临时政府秘书局发布在杭州最后一份政府公报。10月3日，临时政府在杭州办公处举行议政院开院仪式，并在30－31日召开议政院会议。11月25日，议政院议长宋秉祚撤离杭州办公处。26日，韩侨约20人在办公处召开紧急会议，28日办公处内人员转移到杭州市内板桥路五福里二街（弄）2号，至此韩国临时政府在杭停止活动。据原临时议政院议员朴敬淳供述，1934年11月湖边邨为日本领事馆察觉后，临时政府曾转移到杭州西大街（今武林路）涛桓里12号。此后直到1937年秋，史料对于临时政府驻地缺乏记录。
1933年末，韩国独立党在中国国民党浙江省党部、杭州律师李铮的援助及杭州警方保护下，迁移至学士路思鑫坊41-42号。在杭期间，独立党受中国国民党浙江省党部委员罗霞天每月援助200-300元，李铮担任党部秘书。1934年1月，独立党自南京召回金思潗、李相一，自上海召回李中焕、李世昌，开始创办《震光》杂志社，每期发行1000份中文杂志和500份韩文杂志，总费用约70元，中国国民党浙江党部资助40元杂志发行费，杭州《民国日报》负责杂志及相关宣传品印刷业务。10月中旬，独立党将办公室迁移到体育场路314号，并在1935年2月中旬召开第7次全党代表大会，决议派代表参加当时在南京举行的韩国对日统一同盟大会，7月5日加入统一同盟改组的朝鲜民族革命党，此后临时政府只留下没有加入民族革命党的宋秉祚等人支撑:96。9月25日，以赵素昂为首的前韩国独立党党员不满于社会主义色彩浓烈的左翼义烈团主导民族革命党，宣布重建韩国独立党，民主革命党中央于10月20日开除赵素昂等人党籍。7月18日，韩国独立党重建派办公室在天主堂街（弄）北仓里1号设立办公室。

## 建筑
韩国独立运动（杭州）旧址由长生路湖边邨23号、学士路思鑫坊41-42号、板桥路五福里2弄2号组成，现为浙江省文物保护单位。根据浙江大学韩国研究所调查，临时政府在杭州活动地点约18处，其中湖边邨23号系1932年5月时韩国临时政府办公处，板桥路五福里2弄2号系1934年时韩国临时政府办公处，思鑫坊41-42号系韩国独立党总部，3处建筑均为典型的石库门里弄民居。此外还有齐心里10号，形制类似湖边邨，曾为韩国临时政府办公室长兼外交部次长闵弼镐住所。这些住所均系石库门建筑，房间门户极多，便于临时政府随时转移。
湖边邨原本是1926年由原中國國民黨安徽省主席张义纯投资修建，用作出租的部分占地3.718亩，建筑面积约有1800平方米，共有68个单元，为新式石库门里弄建筑，各单元均一楼一底，顶楼大阳台，二楼南向又有木栏杆小阳台。韩国临时政府旧址寓居沿街的23号，一楼一底一个阳台，为一个单元，坐北朝南，前有庭院，后门可通长生路，房屋建筑面积近百平方米。此处旧址是二层小楼，为石库门新式里弄建筑。五福里2弄2号现作为民宅使用。思鑫坊41-42号为中西式石库门建筑，天井、堂屋、楼屋、亭子间、屋顶平台、厨房加后门一应俱全，金九曾居此处。

## 纪念

館內的大韓民國臨時議政院太極旗

2002年8月，杭州市政府经过中央批准，开始在湖边邨23号进行纪念馆设计和居民搬迁工作。2005年4月，纪念馆正式开工，韩国政府提供了金九半身像及各种纪念碑、展览材料和设备，是继上海、重庆之后第三座修复的大韩民国临时政府旧址。2007年11月30日，大韩民国临时政府杭州旧址纪念馆在中華人民共和國與韓國建交15周年之际正式开馆，白凡金九纪念财团会长金信、韩国驻上海总领事金扬及杭州市委书记王国平、政协副主席吴正虎等500人出席了开馆仪式。2013年评为杭州市文物保护单位，2014年入选第一批国家级抗战纪念设施、遗址名录。2017年，长生路湖边邨23号、学士路思鑫坊41-42号、板桥路五福里2弄2号列入浙江省文物保护单位。2019年4月，韩国演员宋慧喬和社会活动家徐坰德一同向纪念馆捐献了1万份指南以纪念大韩民国临时政府成立100周年。同年，在韩国独立纪念馆的支持下，纪念馆再度更新。第一展厅展示了临时政府公告、第一期独立报、旅杭国务委员合影等历史文物，第二展厅展示了协助临时政府成员的中国人之贡献。根据中华人民共和国全国博物馆年度报告信息系统2020年记录，纪念馆建筑面积422平方米，展厅面积336平方米，每周一闭馆，全年开放时间为9:00-16:30，全年接待9823人，属于未定级其他行业国有博物馆。